# Vizejdia, Timiș
Vizejdia (germană Wiseschdia, maghiară Kisvizésdia, Vizésd) este un sat în comuna Gottlob din județul Timiș, Banat, România. Aparține de comuna Gottlob și are o populație de 343 locuitori (2002).

## Istorie
Istoria satului începe din Evul Mediu. Despre Vizejdia medievală se știe în primul rând că a fost proprietate a nobililor maghiari din familia Vizesgyani, de la care își trage și numele. Mai exact, anul primei atestări documentare este 1424 și este vorba despre o diplomă nobiliară. În timpul ocupației otomane, satul a decăzut, însă a continuat să fie menționat de documentele turcești cu nume precum Wyses sau Vizesgian (1647). Conform „Dicționarului toponimic și geografico-istoric al județului Timiș” de Remus Crețan, în timpul turcilor este relatat ca "localitate de cumani și iobagi români". Mai târziu, se regăsește locuită de sârbi, care cu timpul dispar, fiind înlocuiți de unguri, germani, bulgari și alți sârbi. Băștinași au rămas românii. Faptul că ei locuiau de mai demult aici se putea vedea și după locul pe care îl ocupau, ei fiind locuitorii caselor din centrul vechi al satului, de la strada principală și ulițele centrale, în timp ce celelalte naționalități locuiau de jur împrejur.
La 1786 Vizejdia era donată grofului Nicolae Markovits. Dintre naționalitățile care lucrau în robotă pe moșia sa, numai germanii au mai rămas, ceilalți fiind nevoiți să se mute în alte părți, deoarece administrația imperială făcea presiuni pentru catolicizarea satului. Bulgarii au luat calea centrelor bulgărești mai puternice (Dudeștii Vechi și Vinga), în timp ce românii s-au răspândit în satele românești din fostul comitat Torontal. Vizejdia a devenit un sat aproape în întregime șvăbesc. Majoritatea germanilor erau veniți din Renania. Ungruii din Vizejdia au sosit în marea lor parte la începutul secolului XIX. După Unirea Banatului cu România, satul a primit numele de Vizeșdia. Temporar s-a numit și Gălățeni.